# Răscoala din Tambov

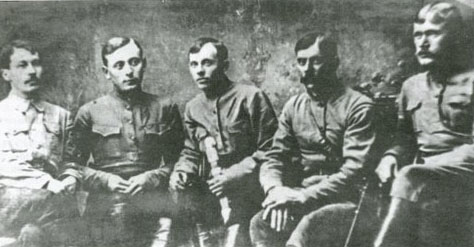
Alexandr Antonov îm centru

Răscoala din Tambov din 1919–1921 a fost una dintre cele mai mari răscoale țărănești îndreptate împotriva guvernării bolșevice, în timpul războiului civil rus. Răscoala a fost condusă de fostul eser (membru al Partidului Socialist Revoluționar), Alexandr Antonov și de aceea, în istoria sovietică, răscoala este cunoscută cu numele de Antonovșcina (Анто́новщина). Cauza revoltei a fost politica bolșevică economică dură din timpul războiului civil, cunoscută sub numele de comunism de război.
Răscoala s-a desfășurat intr-o zonă cuprinsă în ceea ce sunt azi regiunea Tambov și o parte din regiunea Voronej.
O caracteristică specială a acestei rebeliuni, printre celelalte multe ale acelei perioade, este aceea că a fost condusă de o organizație politică, Uniunea Țăranilor Muncitori, organizație condusă de Antonov.
Gravitatea problemei răscoalei a dus la crearea "Comisiei Plenipotențiare a Comitetului Central Executiv pe Întreaga Rusie a Partidului Bolșevic pentru Lichidarea Banditismului în Gubernia Tambov". Răscoala a fost înăbușită în sânge de unitățile Armatei Roșii conduse de Mihail Tuhacevski. Conducerea politică a operațiilor împotriva răsculaților a fost asigurată Vladimir Antonov-Ovseenko. Faimosul Mareșal Gheorghi Jukov a primit prima sa decorație în luptele împotriva răsculaților.
Răscoala a fost așa de extinsă, încât, pentru înăbușirea ei, au fost trimiși peste 30.000 de soldați. Armata a folosit artileria și trenuri blindate pentru a lupta cu țăranii răsculați. În mai multe ocazii, au fost folosite și arme chimice.
Familiile insurgenților au fost trimise în lagăre de concentrare ridicate la repezeală.
Răscoala a fost înăbușită gradual în 1921. Antonov a fost ucis în 1922 într-o încercare de a-l aresta.